# Mix Electronics
Mix Electronics – polska sieć hurtowni oraz sklepów RTV mix AGD, oferujących artykuły elektroniki użytkowej i gospodarstwa domowego. 

## Historia
Firma powstała w 1991 roku i prężnie się rozwijała. W 2006 roku „Rzeczpospolita” sklasyfikowała Mix Electronics na 299. pozycji największych polskich podmiotów gospodarczych. W 2008 roku, tym razem w rankingu „Polityki”, sieć znalazła się na 190. miejscu. W 2009 roku za symboliczną kwotę 1 euro firma przejęła konkurencję – osiem hipermarketów firmy Electro World Polska. W okresie świetności do Mix Electronics należało ponad 200 sklepów na terenie całej Polski. Jeszcze w 2012 roku firma miała plany rozszerzenia wpływów na polskim rynku. By uniknąć rywalizacji z grupą Metro (Media Markt, Saturn), która skupiała się głównie na dużych miastach, Mix Electronics lokalizował swoje sklepy w mniejszych miejscowościach. 30 października 2013 roku Sąd ogłosił upadłość układową sieci sklepów Mix Electronics.